# 中南工业大学
中南工业大学是一所于1952年11月1日至2000年4月29日期间存在的高等学校，位于中华人民共和国湖南省长沙市岳麓区左家垅，现为中南大学校本部及南校区部分区域。2000年4月29日与湖南医科大学、长沙铁道学院合并成立中南大学。学校旧名为“中南矿冶学院”，1985年更名为“中南工业大学”。

## 历史沿革
1952年，在全国首批高校院系调整中，由武汉大学、中山大学、北京工业学院、广西大学、湖南大学、南昌大学等六所院校的地质和矿冶系（科）组建而成中南矿冶学院，同年11月1日于临时礼堂正式举行成立大会。
1960年10月22日，中共中央发布《关于增加全国重点高等学校的决定》，中南矿业学院被列入全国重点大学行列；
1966年起，学院停止招收本科生。1970年有5个专业进行招生试点，1971年再次停招，1972年才开始恢复各专业招收工农兵学员
1968年10月，湖南省革命委员会批准成立中南矿冶学院革命委员会。
文化大革命期间，干部、教师被立案审查的有201人，含冤逝世的有14人
1977年中南矿冶学院革命委员会正式撤销，恢复院长负责制。
1981年国务院公布首批博士、硕士点时，有5个专业（学科）具有博士学位授予权，9个专业（学科）具有硕士学位授予权。
1985年增设多个文、理、管理工程方面的专业，并更名为"中南工业大学"；
1996年9月通过国家“211工程”立项审核；1997年7月17日，国家计委批复同意中南工业大学作为“211工程”建设项目高校。
2000年4月29日与湖南医科大学、长沙铁道学院合并成立中南大学。

## 院系设置
1952年成立时，设地质、采矿、选矿、有色金属冶金四个系；设矿区开采、有色金属冶金、有用矿物精选三个四年制本科专业和金属与非金属矿产地质及勘探、探矿技术、地下矿开采和金属矿物精选四个二年制专修科。
1999年，学校有本科专业40个，涵盖工学、理学、经济、管理、文学、法学和教育学7个门类，专科专业19个。

## 知名校友
- 陈新民，中国科学院学部委员，1952年受命筹建中南矿冶学院并担任首任院长，曾任中南工业大学名誉校长。
- 陈国达，中国科学院学部委员，曾任中南矿冶学院副院长。
- 黄培云，中国工程院院士，曾任中南矿冶学院副院长。
- 王淀佐，中国科学院院士、中国工程院院士，1961年毕业于中南矿冶学院。
- 金展鹏，中国科学院院士，1963年中南矿冶学院研究生毕业。
- 何继善，中国工程院院士，曾任中南工业大学校长。
- 左铁镛，中国工程院院士，1958至1991年在中南工业大学任教，曾任中南工业大学副校长。
- 黄伯云，中国工程院院士，1969年毕业于中南矿冶学院特种冶金系。
- 梁稳根，三一重工董事长，1983年毕业于中南矿冶学院。
- 王传福，比亚迪董事长兼总裁，1987年毕业于中南工业大学，获得物理化学学士学位。
- 邓起东，中国科学院院士，1961年毕业于中南矿冶学院地质系。
- 孟宏伟，前公安部副部长(已雙開)、党委委员（正部长级），前国际刑警组织主席，中南工业大学管理工程专业毕业，工学硕士学位 。